# David Solari
David Solari (* 6. Juni 1968 in Adelaide, Australien) ist ein ehemaliger australisch-italienischer Radrennfahrer.
1986 belegte David Solari bei den Junioren-Bahnweltmeisterschaften zwei dritte Plätze, in der Mannschafts- und in der Einerverfolgung. 1988 startete er für Italien bei den Olympischen Spielen in Seoul und belegte Platz sechs in der Mannschaftsverfolgung, gemeinsam mit Ivan Beltrami, Gianpaolo Grisandi, Fabrizio Trezzi und Fabio Baldato. Bei den UCI-Bahn-Weltmeisterschaften 1989 in Lyon belegte der italienische Bahnvierer mit Solari, Marco Villa, Giovanni Lombardi und Ivan Cerioli Rang drei. 1990, 1991 und 1992 wurde er Vize-Weltmeister der Amateur-Steher. Achtmal startete er bei Weltmeisterschaften.
Insgesamt errang Solari, der zwei Staatsangehörigkeiten hat, acht italienische Meistertitel und zwei australische; 1985 wurde er australischer sowie italienischer Meister und ist somit der einzige Radsportler, der im selben Jahr Meister in zwei Ländern wurde. 1987 gewann er den Giro del Salento und 1992 Vicenza-Bionde.
2001 übernahm David Solari von seinem Vater Nino ein italienisches Restaurant in Royston Park, einem Stadtteil von Adelaide. Nino Solari war ebenfalls selbst ein erfolgreicher Radrennfahrer war und gewann zweimal das Sechstagerennen von Adelaide, 1962 mit Giuseppe Ogna und 1963 mit Sid Patterson.

## Erfolge
1986
- Junioren-Bahnweltmeisterschaft – Einerverfolgung, Mannschaftsverfolgung (mit Gianluca Bortolami, Fabio Baldato und Endrio Leoni)

1989
- Amateur-Weltmeisterschaft – Mannschaftsverfolgung (mit Marco Villa, Giovanni Lombardi und Ivan Cerioli)

1990
- Weltmeisterschaft – Steherrennen (hinter Walter Corradin)
- eine Etappe Cinturón a Mallorca

1991
- Weltmeisterschaft – Steherrennen (hinter Walter Corradin)

1992
- Weltmeisterschaft – Steherrennen (hinter Walter Corradin)